# مرسدس-بنز اف۱۰۰
مرسدس-بنز اف۱۰۰ (به انگلیسی: Mercedes-Benz F100) یک خودروی مفهومی است که در آن زمان دایملر-بنز در نمایشگاه بین‌المللی خودروی آمریکای شمالی در سال ۱۹۹۱ رونمایی شد. هدف این بود که نوآوری‌ها را در کنترل، طراحی و راحتی در خودروهای سواری به نمایش بگذارد.